# Свіщов Олександр Юрійович
Олександр Юрійович Свіщов (нар. 22 вересня 1970 року, Львів, Львівська область, УРСР) — український спортивний функціонер та підприємець. Президент Федерації водного поло України (ФВПУ) (з 17 червня 2021 року), віце-президент Федерації водного поло України (з 2014 до 2021 року). Президент ватерпольного клубу Динамо (Львів) (з 2012 року).

## Біографія

### Раннє життя
Олександр Свіщов народився 22 вересня 1970 року у місті Львові. 1987 року закінчив загальноосвітню школу та вступив до Львівського профтехучилища № 22, яке закінчив 1989 року за професією «майстер з ремонту годинників».
У період з 1989 по 1994 рік працював майстром з ремонту годинників. Потім став менеджером з продажу в компанії ТОВ «Камаз-Львів», а в 1997 був переведений на посаду заступника директора з продажу, де пропрацював до 2006.

### Підприємницька діяльність
У 1999 році почав займатися виробництвом запчастин та комплектуючих для великогабаритної техніки. В 2000 інвестував в акції ТОВ «Автомат» і став одним з акціонерів і співвласників підприємства.
2002 року придбав акції Самбірського дослідно-експериментального машинобудівного заводу та став його співвласником. В 2006 Олександр Свіщов став акціонером підприємства «Ливарний завод», де був комерційним директором до 2011.
З 2011 року до 2012 року обіймав посаду голови наглядової ради ВАТ «Автомат». У 2012 році продав акції підприємств та інвестував у роздрібну торгівлю тютюновими виробами.
2021 року закінчив Львівський університет бізнесу та права, спеціальність – «Міжнародні відносини, громадські комунікації та регіональні стадії».
З 2021 року став радником голови Львівської обласної ради.

### Спортивна кар'єра
З 2001 по 2003 рік очолював український футбольний клуб СКА-Орбіта (Львів).
2012 року вступив на посаду президента ватерпольного клубу «Динамо» Львів. За кілька років клуб став чемпіоном України, володарем Кубка України, триразовим володарем Суперкубку України.
У 2014 році був обраний віце-президентом Федерації водного поло України. 17 червня 2021 року на звітно-виборній конференції Олександра Свіщова обрали президентом Федерації водного поло України на 4-річний термін.

## Нагороди
- Відзнака «30 років Незалежності України» — за розвиток спортивного потенціалу та фізичної культури України[11].
- Знак пошани Міністерства оборони України – за волонтерську та гуманітарну підтримку[11].